# Ligue de diamant 2011 - 1 500 m masculin
L'épreuve du 1 500 mètres masculin de la Ligue de diamant 2011 se déroule du 15 mai au 8 septembre 2011. La compétition fait successivement étape à Shanghai, Eugene, Oslo, Paris, Stockholm et Londres, la finale ayant lieu à Zurich peu après les Championnats du monde de Daegu.

## Calendrier
| Date             | Meeting             | Ville     | Pays        |
| ---------------- | ------------------- | --------- | ----------- |
| 15 mai 2011      | Golden Grand Prix   | Shanghai  | Chine       |
| 4 juin 2011      | Prefontaine Classic | Eugene    | États-Unis  |
| 9 juin 2011      | Bislett Games       | Oslo      | Norvège     |
| 8 juillet 2011   | Meeting Areva       | Paris     | France      |
| 29 juillet 2011  | DN Galan            | Stockholm | Suède       |
| 5-6 aout 2011    | London Grand Prix   | Londres   | Royaume-Uni |
| 8 septembre 2011 | Weltklasse          | Zurich    | Suisse      |

## Résultats
| Date | Meeting           | 1er                                   | 1er   | 2e                              | 2e    | 3e                                 | 3e    |
| --- | ----------------- | ------------------------------------- | ----- | ------------------------------- | ----- | ---------------------------------- | ----- |
| 15 mai 2011 | Shanghai 1 500 m  | Nixon Chepseba 3 min 31 s 42 (WL, MR) | 4 pts | Asbel Kiprop 3 min 31 s 76 (SB) | 2 pts | Mekonnen Gebremedhin 3 min 32 s 36 | 1 pt  |
| 4 juin 2011 | Eugene Mile       | Haron Keitany 3 min 48 s 78           | 4 pts | Silas Kiplagat 3 min 49 s 39    | 2 pts | Asbel Kiprop 3 min 49 s 55         | 1 pt  |
| 9 juin 2011 | Oslo Mile         | Asbel Kiprop 3 min 50 s 86            | 4 pts | Haron Keitany 3 min 51 s 02     | 2 pts | Mekonnen Gebremedhin 3 min 51 s 30 | 1 pt  |
| 8 juillet 2011 | Paris 1 500 m     | Amine Laâlou 3 min 32 s 15            | 4 pts | Asbel Kiprop 3 min 33 s 04      | 2 pts | Bernard Lagat 3 min 33 s 11 (SB)   | 1 pt  |
| 29 juillet 2011 | Stockholm 1 500 m | Silas Kiplagat 3 min 33 s 94          | 4 pts | Asbel Kiprop 3 min 34 s 42      | 2 pts | Nick Willis 3 min 34 s 49          | 1 pt  |
| 5-6 aout 2011 | Londres Mile      | Leonel Manzano 3 min 51 s 24          | 4 pts | Bernard Lagat 3 min 51 s 38     | 2 pts | Augustine Choge 3 min 51 s 50 (SB) | 1 pt  |
| 8 septembre 2011 | Zurich 1 500 m    | Nixon Chepseba 3 min 32 s 74          | 8 pts | Silas Kiplagat 3 min 33 s 56    | 4 pts | Haron Keitany 3 min 34 s 37        | 2 pts |
| Records et Performances - AR : Record continental (area record) - CR : Record des championnats (championship record) - MR : Record du meeting (meet record) - NR : Record national (national record) - OR : Record olympique (olympic record) - PR : Record paralympique (paralympic record) - PB : Record personnel (personal best) - SB : Meilleure performance personnelle de la saison (season's best) - WL : Meilleure performance mondiale de l'année (world leader) - WJR : Record du monde junior (world junior record) - WR : Record du monde (world record) Circonstances et Conditions - DNF : N'a pas terminé (did not finish) - DNS : N'a pas pris le départ (did not start) - DQ : Disqualification (disqualification) - NM : Aucun essai valable enregistré (No Mark) - Q : Qualifié « directement » au prochain tour (ou à la prochaine compétition), lors d'une compétition majeure, grâce au classement ou à la réalisation des minima (automatic qualifier) - q : Qualifié au prochain tour (ou à la prochaine compétition), lors d'une compétition majeure, grâce au repêchage ou à la réalisation de l'une des meilleures performances parmi celles des « non qualifiés directement » (grâce au meilleur temps ou à la meilleure distance par exemple) (secondary qualifier) |                   |                                       |       |                                 |       |                                    |       |

## Classement général
- Classement final[1] :

| Rang | Athlète              | Points |
| ---- | -------------------- | ------ |
| 1    | Nixon Chepseba       | 12     |
| 2    | Asbel Kiprop         | 11     |
| 3    | Silas Kiplagat       | 10     |
| 4    | Haron Keitany        | 8      |
| 5    | Amine Laalou         | 4      |
| 6    | Mekonnen Gebremedhin | 2      |
| 7    | Augustine Choge      | 1      |